# Heinz Kistler
Heinz Kistler (* 1. Juli 1912 in Berlin; † 4. November 2004 in Bad Kissingen) war ein deutscher Landschaftsmaler. Man nannte ihn den Maler der Rhön.

## Leben
Kistler war der Sohn des erfolgreichen Kapellmeisters Kunibert Kistler und Enkel des Komponisten Cyrill Kistler. Mutter und Sohn zogen 1917 nach Bad Kissingen. Der Ehemann bzw. Vater verstarb 1919 an den Folgen einer Kriegsverletzung. Er wurde in Bad Kissingen im Grab seiner Eltern beigesetzt. Schon hier in seiner Schulzeit zeigten sich Kistlers künstlerische Neigungen im Zeichnen und Malen.
Nach einer Malerlehre in Bad Kissingen ging er nach München an die Meisterschule für das Deutsche Malerhandwerk. Ab 1932 besuchte Kistler die Akademie der Bildenden Künste München zunächst bei Josef Hillerbrand, später bei Julius Diez. Als Diez 1939 der NS-Kulturideologie weichen musste, verließ auch Kistler wie die meisten Diez-Schüler demonstrativ die Akademie.
Während des Zweiten Weltkrieges, den Kistler überwiegend als Frontsoldat in Russland verbrachte, entstanden zahlreiche aussagestarke Bilder über den „Krieg“. Beim Rückzug der deutschen Armee aus Russland gingen allerdings – nach eigener Aussage – über 100 Studien und Skizzen verloren. Nach seiner Kriegsgefangenschaft kehrte Kistler nach Bad Kissingen zurück und lebte dort bis zu seinem Tod. In diesen mehr als fünf Jahrzehnten erwarb er sich mit seiner Landschaftsmalerei den Beinamen Maler der Rhön.

## Künstlerisches Schaffen
Kistler sah die Rhön nicht nur mit „neuen“ Augen, sondern holte ihre Erscheinung aus den engen verschnörkelten Rahmen, die ihr die romantisierende „Heimatmalerei“ verpasst hatte. Er malte die Rhön im Stil des Expressionismus und gab ihr ihre natürliche Kraft zurück. Auf Studienreisen nach Schweden, Italien und Island schuf Kistler die Welt aus seiner inneren Sicht immer wieder neu. Heiner Dikreiter (1893–1966), Direktor der Städtischen Galerie Würzburg, beschrieb Kistler einst in einem Satz: „Die Bilder dieses Malers sind echte, wahre und gesunde Aussagen einer reifen männlichen Kunst, die noch leben wird, wenn vieles von dem, was heute lärmend an die Rampe gestellt wird, längst vergessen ist.“

## Ausstellungen

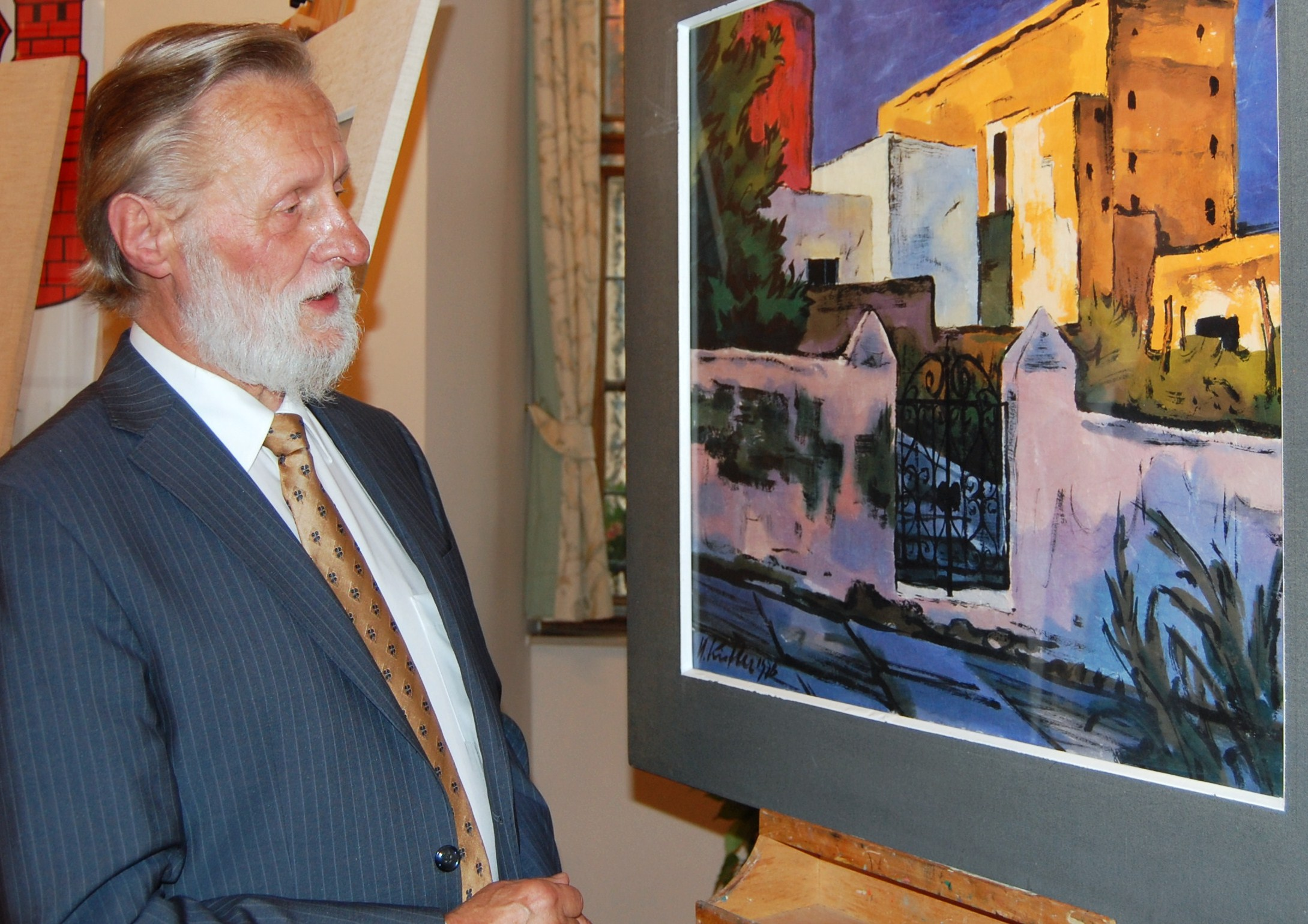
Der Sohn Klaus Kistler vor dem Gemälde „Häuser auf Stromboli“ (1978) seines Vaters Heinz Kistler

Kistler hatte Einzelausstellungen oder beteiligte sich an Gemeinschaftsausstellungen in deutschen Städten wie München, Berlin, Dresden, Chemnitz, Ulm, Würzburg, Coburg, Bad Kissingen, Schweinfurt, Köln und Fulda, aber auch im europäischen Ausland wie in Wien oder Stockholm.
Im Landratsamt Bad Kissingen ist eine Dauerausstellung unter dem Titel Elementare Landschaft zu sehen. Diese Exponate wurden dem Landkreis Bad Kissingen im Jahr 2002 zum Geschenk gemacht unter der Bedingung, sie 25 Jahre lang dort zu präsentieren.
Kistlers Gemälde wurden angekauft von den Staatlichen Graphischen Sammlungen München, der Städtischen Galerie München, der Grafischen Sammlung Mannheim, der Städtischen Galerie Würzburg, der Städtischen Sammlung Fulda, der Städtischen Sammlung Schweinfurt, dem Wallraf-Richartz-Museum in Köln, der Sammlung Pallavicini in Buenos Aires und der Sammlung Kyoichiro Nitta in Tokio.
Die Stadt Bad Kissingen würdigte im Jahr 2012 das Werk Heinz Kistlers anlässlich seines 100. Geburtstags mit mehreren Ausstellungen und Veranstaltungen.